# Vieux-Nuuk
Le Vieux-Nuuk est le quartier historique de Nuuk, capitale du Groenland, situé au sud-ouest près du centre-ville, face au fjord de Nuuk.

## Histoire
En 1733, les Frères moraves (Matthaeus Stach, Christian Stach et Christian David) furent autorisés à établir une mission sur le site qui prend le nom de Nye-Hernhut (allemand : Neu-Herrnhut), en référence à la ville allemande de Herrnhut qui était devenu une dizaine d'années auparavant le principal refuge de la communauté alors persécutée en Moravie, son pays d'origine.

## Lieux et monuments
Le Vieux-Nuuk possède beaucoup de bâtiments historiques comme la Cathédrale de Nuuk, ou encore la statue de Hans Egede. Le quartier accueille aussi le marché Kalaaliaraq (en). L'hôpital de la Reine Ingrid sépare la zone du centre-ville et la route du port.

## Transports
Toutes les lignes de bus desservent le Vieux-Nuuk à destination de tous les autres quartiers.

### Articles connexes

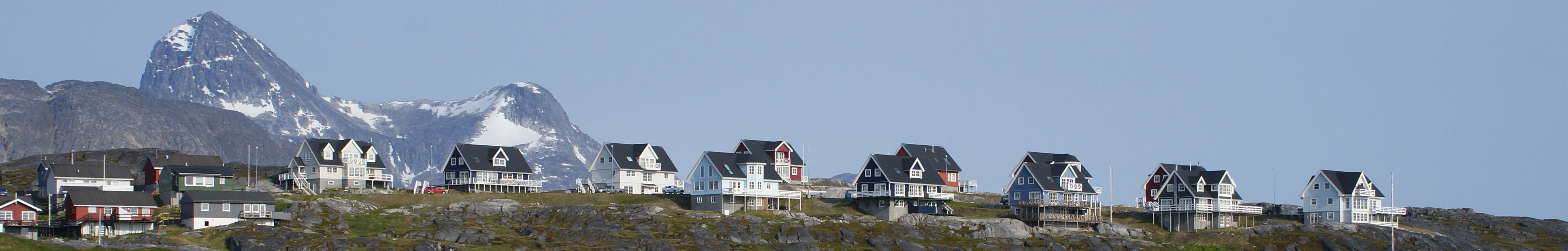
Maisons dans le Vieux-Nuuk.

Panorama du Vieux-Nuuk.